# Комуніст (газета)
«Комуні́ст» (рос. «Коммуни́ст») — щоденна газета, офіційний друкований орган Центрального комітету Комуністичної партії (більшовиків) України (ЦК КП(б)У). До 15 червня 1926 року виходила російською мовою.

## Історія
Спершу було видано підпільно вісім номерів газети в Харкові з 15 червня по 15 жовтня 1918 року. 
З 29 січня по 15 березня 1919 року газета видавалася в Харкові як орган ЦК КП(б)У та Харківського міського комітету КП(б)У, з 20 березня по 30 серпня 1919 року, під двомовною назвою «Коммунист | Коммуніст» — у Києві, як орган ЦК КП(б)У та Київського міського / губернського комітету КП(б)У. Редакцію газети очолювали Ю. Пятаков, М. Савельєв, Т. Харечко та Є. Касьяненко (Ларик). 
З грудня 1919 по 15 червня 1926 року видавалася в Харкові російською мовою як орган ЦК КП(б)У та Харківського (губернського / окружного / міського /обласного ) комітету КП(б)У. З 16 червня 1926 по 23 червня 1934 року видавалася українською мовою в Харкові. Після перенесення столиці республіки до Києва редакцію газети також переведено в Київ.
З 25 червня 1934 року видавалася в Києві як орган ЦК КП(б)У та Київського обласного комітету КП(б)У. Відповідальним редактором з березня 1938 року був Андрій Чеканюк, з вересня 1940 року зазначався заступник відповідального редактора Л. Паламарчук. 
Після початку німецько-радянської війни газета видавалася в Києві — до 11 вересня 1941 року, у січні — липні 1942 року — у Ворошиловграді (тепер Луганськ), у номерах газети з 28 липня 1942 по 31 січня 1943 року місце видання не зазначалося.
З 1 лютого 1943 року виходила під назвою «Радянська Україна».